# Francesc Ribalta

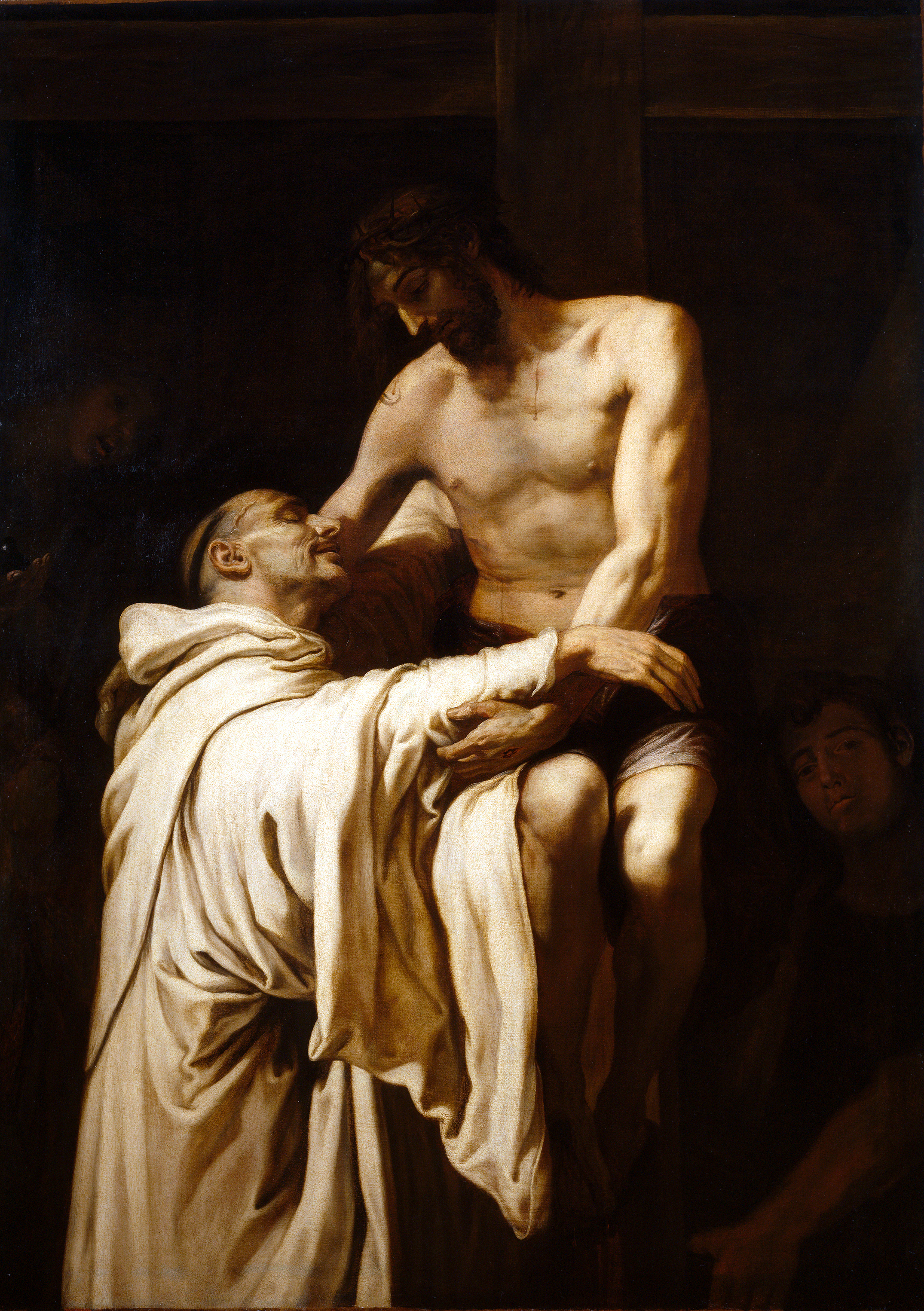
Francisco Ribalte: Christus umarmt den Heiligen Bernhard, Museo del Prado, Madrid

Francesc Ribalta (spanisch: Francisco Ribalta) (* 2. Juni 1565 in Solsona; † 14. Januar 1628 in Valencia) war ein spanischer Maler des Barock.

## Leben
Ribalta lernte wahrscheinlich bei Juan Fernández de Navarrete, genannt El Mudo. Ribalta war mit der italienischen Kunst wohlvertraut, war aber einer der ersten spanischen Maler, die den italienischen Stil der Zeit nicht nachahmten. Nur ein Bild, Die Kreuzigung (1582), blieb von seinem früheren Schaffen erhalten. 1598 übersiedelte Ribalta nach Valencia, wo er eine Werkstatt eröffnete und von Erzbischof Juan de Ribera unterstützt wurde. Seine besten Arbeiten gehören dieser Periode an. Sie zeichnen sich durch ihren Realismus der Form und des Lichts und durch einfache Komposition aus. Zu den Arbeiten, die nach 1612 entstanden, gehören Der Sänger, Christus umarmt den Heiligen Bernhard und Portacoeli Retable. Ribalta war einer der Vorläufer der neuen Richtung spanischer Malerei, die ungekünstelte Einfachheit, dramatischen Inhalt und religiöse Hingabe zeigten.